# 21. podmorniška flotilja (Wehrmacht)
Za druge 21.flotilje glejte 21. flotilja.
21. podmorniška flotilja je bila šolska podmorniška flotilja v sestavi Kriegsmarine med drugo svetovno vojno.

## Baze
- 1935 - maj 1937: Kiel
- maj 1937 - junij 1941: Neustadt
- julij 1941 - marec 1945: Pillau

## Podmornice
Razredi podmornic
- IA, IIA, IIB, IIC, IID, VIIA, VIIB, VIIC, IX

Seznam podmornic
- U-2, U-3, U-4, U-5, U-6, U-7, U-9, U-10, U-11, U-20, U-21, U-23, U-24, U-29, U-34, U-38, U-48, U-60, U-61, U-62, U-72, U-80, U-101, U-120, U-121, U-139, U-141, U-148, U-151, U-152, U-236, U-251, U-291, U-368, U-416, U-430, U-555, U-704, U-708, U-712, U-720, U-733, U-746, U-922, U-977, U-1195, U-1196, U-1197, U-1198, U-1201, U-1204

## Poveljstvo
Poveljnik
- Kapitanporočnik Heinz Beduhn (september 1939 - marec 1940)
- Kapitan korvete Paul Büchel (marec 1940 - junij 1943)
- Kapitan korvete Otto Schuhart (junij 1943 - september 1944)
- Kapitanporočnik Herwig Collmann (september 1944 - marec 1945)